# Theodosia Wingfield
Theodosia Wingfield (1800 - 31 décembre 1836) est une écrivaine religieuse évangélique irlandaise et vicomtesse Powerscourt.

## Biographie
Theodosia Wingfield est née Theodosia Anne Howard en 1800 dans le comté de Wicklow. Ses parents sont l'honorable Hugh Howard, noble et propriétaire terrien, et Catherine (née Bligh). Sa famille fait partie d'un petit nombre de familles étroitement liées dans la gentry du comté de Wicklow, qui partagent toutes une piété religieuse vers le début des années 1800. Wingfield aurait rencontré le révérend Robert Daly quand elle était enfant, alors qu'il est recteur de la propriété Powerscourt. Wingfield semble avoir été profondément affecté par la mort de la première épouse de Richard Wingfield, 5e vicomte Powerscourt, sa cousine Frances Theodosia Bligh, à l'âge de 25 ans en 1820 ; cet événement lui inspire une spiritualité intense. Dans ses premières lettres imprimées de 1821, elle se désespère sur les questions soulevées dans les sermons et se sent coupable de ne pas prier assez régulièrement. Elle épouse ce même Richard Wingfield en juin 1822. Il meurt en août 1823. Pour le reste de sa vie, Wingfield obtient le titre de good Lady Powerscourt, en s'engageant dans la rédaction de lettres et en convoquant des réunions religieuses dans sa maison,.
Ses lettres des années 1820 détaillent son sentiment de se sentir « indigne » et d'avoir besoin de souffrir davantage comme le Christ. Elle est préoccupée par les appels à l'émancipation catholique, mais trouve du réconfort dans le nombre croissant d'anglicans en Angleterre, en Écosse et en Europe qui ont des croyances similaires aux siennes. Wingfield assiste aux premières réunions de la conférence prophétique d'Albury à Londres et assiste fréquemment aux conférences d'Edward Irving. Inspirée par cela, elle organise ses propres conférences sur le sens de la prophétie à Powerscourt à partir de 1827. Depuis la fin des années 1820, elle développe un vif intérêt pour la seconde venue du Christ et les manifestations charismatiques.
Elle se rend à Bruxelles et à Paris en 1829 et 1830 pour rencontrer des prédicateurs évangéliques et se rend fréquemment Londres. Elle meurt le 31 décembre 1836 à Dublin et est enterrée à Powerscourt,.
À travers ses écrits, ses rencontres et ses relations au sein de la communauté des chrétiens évangéliques en Irlande, Wingfield est une figure influente tout au long des années 1820 et 1830. Après sa mort, elle devient célèbre pour sa piété après la publication de certaines de ses lettres en 1838 par Robert Daly. Daly a peut-être édité ses lettres pour supprimer des éléments qui ne correspondaient pas à ses croyances, en particulier qu'elle soutenait la sécession de certains anglicans de l'Église d'Irlande.